# Shane Walsh
Shane Walsh (conhecido apenas como Shane nos quadrinhos) é um personagem fictício da série de quadrinhos The Walking Dead e é interpretado por Jon Bernthal  na série de televisão americana de mesmo nome, do canal AMC.
Na série de quadrinhos, Shane é retratado como um policial de Cynthiana, assim como o amigo de longa data e protagonista da série, Rick Grimes. Depois que Rick é baleado e entra em coma, e ocorre o surto de zumbis, Shane resgata a família de Rick e lidera um grupo de sobreviventes, tornando-se romanticamente envolvido com a esposa de Rick, Lori. Quando Rick retorna à sua família vivo, cresce cada vez mais os ciúmes de sua relação, bem como o papel de Rick no grupo.
Na série de televisão, Shane é inicialmente mostrado como um protagonista secundário na primeira temporada, atuando como um líder temporário até a chegada de Rick e eventualmente auxiliar das decisões de Rick. No entanto, o reencontro nunca foi completamente amigável e na segunda temporada, ele é desenvolvido para o antagonista principal do show, tornando-se mais agressivo e imprevisível em sua inveja de Rick e uma crescente obsessão sobre a sua relação com Lori do passado.

## Biografia

### Quadrinhos
Shane era um policial em Cynthiana, Kentucky e melhor amigo do xerife da cidade, Rick Grimes. Depois que Rick é baleado e colocado em um coma, e os mortos começam a surgir, Shane acompanha a esposa de Rick, Lori Grimes e seu filho, Carl, a uma suposta zona segura em Atlanta, Geórgia. Mais tarde, eles formam um grupo de sobreviventes que vivem na periferia da cidade, com Shane repetidamente dizendo-lhes que o governo vai um dia voltar para salvá-los. Durante este tempo, Shane e Lori compartilham uma noite de sexo, algo que Shane tinha procurado por muito tempo.
Shane fica feliz quando Rick aparece vivo e se junta ao grupo, mas gradualmente fica com ciúmes de Rick e Lori voltarem. Eventualmente, Lori afasta Shane e diz que seu breve romance deve parar. Preso em colapso emocional por Lori estar com Rick, Shane tenta atraí-lo para a floresta nas proximidades para matá-lo em segredo. No entanto, Carl aparece após a cena e atira em Shane através do pescoço, fazendo com que ele morresse segundos depois da engasgada com seu próprio sangue. O corpo de Shane é enterrado em um túmulo improvisado, marcado por uma cruz de galhos. Rick retorna mais tarde ao túmulo, e vê que Shane virou zumbi dentro da cova; ele atira-lhe na cabeça para finalmente colocá-lo para descansar. No entanto, ele não volta mais para vê-lo.

### Série de TV

Shane Walsh, como representado na série de televisão

#### Primeira Temporada
Shane é retratado na série de televisão como xerife de Geórgia e é o melhor amigo e parceiro de Rick Grimes. Shane é sacudido com tristeza quando Rick é gravemente ferido em um tiroteio quando prisioneiros escaparam. Quando os mortos começaram a subir, Shane tenta e não consegue resgatar Rick quando estava em coma no hospital. Ele é atormentado por ter deixado o Rick no hospital, mas também sabe que ele nunca teria sido capaz de salvar Rick, Lori e Carl, se ele não tivesse feito isso. Shane abriga sentimentos por Lori, e os dois começaram um relacionamento sexual em algum momento depois de assumir que Rick está morto. Após a reunião do grupo de sobreviventes nos arredores de Atlanta, ele se torna seu líder de fato.
Shane fica chocado quando ele encontra Rick vivo e bem entre um grupo de catadores retornando. Lori, acreditando que Shane estava a manipulando, termina seu relacionamento. Ao mesmo tempo, Shane encontra sua liderança dentro do grupo desafiado por Rick. Isso leva a várias instâncias onde Shane perde sua têmpera e o autocontrole. No episódio "Fire", ele é visto contemplando a atirar em Rick nas costas ou não. Mais tarde, no CDC Atlanta composto, Shane fica bêbado e quase estupra Lori, acreditando que ela o ama secretamente.

#### Segunda Temporada
Na 2ª temporada, Shane revela a Lori que ele tem planos para deixar o grupo. No entanto, ele muda de ideia quando Carl é acidentalmente baleado por um homem chamado Otis, que os leva para a fazenda de seu patrão, o veterinário Hershel Greene. Para salvar a vida de Carl, Shane vai com Otis para recuperar suprimentos médicos onde, para escapar com as fontes, ele atira Otis e deixa-lo para os zumbis morde-lo. Lori revela que esta grávida e que o bebê pode ser de Shane. Quando Shane descobre sobre a gravidez de Lori, ele confronta Rick, que torna claro que enquanto o bebê pode ser biologicamente seu, ele será gerado por ela e Rick sozinhos.
O comportamento de Shane constantemente torna-se ainda mais instável. Ele torna-se focado em transformar Lori contra Rick, presumivelmente com a esperança de reacender uma relação com ela e retomar a liderança do grupo. O grupo resolve executar Randall, outro sobrevivente feito prisioneiro pelo grupo, depois que ele atacou. Quando Rick se recusa a matar um homem desarmado, no entanto, Shane verbalmente insulta-o, dizendo que ele iria fazer um líder melhor e que Lori adora-lo em vez disso. Shane finalmente libera o prisioneiro do grupo e mata-o na floresta, mais tarde fazendo parecer que Randall escapou. Ele seduz Rick para a floresta sob o pretexto de procurar por Randall, com a intenção de matar Rick em vez disso. Rick inicialmente se recusa a atacar seu amigo e afirma que ele acredita que Shane não irá atacá-lo, se ele estiver desarmado. Para fazer este ponto, Rick começa a entregar sua arma a Shane, que acaba sendo um artifício quando Rick pega uma faca e esfaqueia Shane. Ele soluços que Shane fez ele fazer isso. Carl, confuso sobre o que aconteceu, acontece após a cena e atira Shane na cabeça quando ele reanima como um zumbi.
No final da temporada, é revelado que Rick - conhecendo as intenções de Shane em trazer-lhe para fora para a mata - tinha jogado ao longo. Shane é mencionado no primeiro episódio da terceira temporada por Carol e Daryl e parece Rick sob a forma de uma versão alucinante de um defensor do Woodbury durante o episódio oito, quem Rick atira morto após inicialmente hesitando em fazê-lo. Andrea, quem Shane teve um encontro sexual com, aprende-se de sua morte, em "Eu não sou um Judas". Andrea  diz que Rick ficou mais frio, a Carol, que defende o seu raciocínio e diz que Shane amou Lori e Rick não.

#### Terceira temporada
Quando o grupo de Rick ataca a comunidade de Woodbury, Rick, que tem lutado para enfrentar a realidade após a morte de Lori após o parto dela, faz uma pausa surpreso ao pensar que vê Shane entre os soldados de Woodbury atacando seus amigos, e o mata. Rick se aproxima do corpo, apenas para descobrir que era outro soldado de Woodbury.

#### Nona temporada
Shane retorna novamente como uma alucinação de Rick enquanto ele luta para conduzir os caminhantes para longe do acampamento de construção, apesar de ter sido empalado e gravemente ferido por um vergalhão, feliz em ver no que Rick se tornou, Shane diz a ele para continuar lutando.
O cadáver de Shane aparece ao lado de outros personagens, quando Rick encontra Sasha Williams em sua alucinação.

## Desenvolvimento
Shane Walsh foi criado por Robert Kirkman, o escritor e criador da série The Walking Dead em quadrinhos e franquia. O personagem apareceu primeiro na primeira edição da série de quadrinhos em outubro de 2003, mas foi expandido enormemente no programa de televisão adaptado dos quadrinhos em 2010. Como resultado, Shane vive muito mais tempo na cronologia da história do show que ele faz nos quadrinhos. Kirkman descrita a versão em quadrinhos do personagem Shane como um arco curto e rápido "wham, bam, obrigado senhora" comparada com a de seu colega na série de televisão. Kirkman disse que preferia a versão do show de Shane e que as diferenças entre as duas versões do personagem ilustram a capacidade de explorar e desenvolver elementos de quadrinhos de diferentes maneiras no show.
Jon Bernthal retratado Shane na série de televisão, marcando o papel de mais destaque do ator até à data.  Bernthal e Andrew Lincoln, que eventualmente foi escalado como protagonista Rick Grimes, um teste para o show juntos e foram os primeiros a ser escolhidos para o elenco regular. Criador da série Frank Darabont originalmente tinha todos os atores uma audição para o papel de Rick, incluindo Bernthal e, em seguida, trouxe de volta os atores considerado próximo a audição para Shane e outras funções. Bernthal, no entanto, queria retratar a parte do Shane de cedo e lutou para a parte, Apesar de saber que o personagem iria morrer cedo na série.
Foi planejado desde o início do desenvolvimento do show que Shane seria morto, como ele era nos quadrinhos, mas Darabont originalmente esperado o personagem de morrer ao final da primeira temporada. No entanto, quando a temporada mostrou-se apenas seis episódios, que foi menor do que o inicialmente esperado, Darabont decidiu salvar a saída do personagem até que algum ponto na segunda temporada. Uma vez que o planejamento para a temporada começou, decidiu-se que Shane não seria morto até o final da temporada. Bernthal disse que gostava de jogar um papel que ele sabia que ia acabar cedo porque ele lhe permitiu criar um arco de história completa do começo ao fim e "realmente mostram as cores" do personagem.
Bernthal cresceu muito perto Darabont e publicamente expressou sua decepção quando Darabont foi forçado a sair da série. Isso levou à especulação de que Bernthal pediu para ser escrito fora da série devido à partida de Darabont, mas Bernthal afirmou que este não era o caso. Kirkman disse que amava o desempenho do Bernthal como Shane e odiava para vê-lo deixar a série, mas senti que era necessário para a história. Do mesmo modo, Bernthal concordou com essa direção para o personagem e disse que viu o seu papel como "sendo um soldado para a história".[10] Morte Shane nas mãos de Rick foi a última cena que Bernthal filmado para o show. A filmagem durou toda a noite até o nascer do sol, e todo o elenco participou por respeito Bernthal, incluindo Jeff DeMunn, que naquele momento já havia deixado a série e voou em especificamente para estar lá.
Bernthal não sabia até muito tarde na filmagem que ele ia retratar-se como um zumbi e disse que ele tinha dificuldade de ver devido as ele foi cabido com as lentes de contato. Ele tentou convencer o diretor executivo Greg Nicotero, permitir-lhe dizer a palavra "Rick" como um zumbi, que marcaria a única vez que um falou de zumbi no show, mas o pedido foi negado. Após a partida de The Walking Dead, Bernthal foi escalado como Joe Teague em L.A. Noir, uma série de televisão dramática que Darabont começou a desenvolver para TNT sobre crime em Los Angeles nos anos 40 e 50 anos. Bernthal regressa ao filme uma breve participação especial no episódio da terceira temporada "Feitos para sofrer", em que Rick alucina que ele vê Shane vivo. Bernthal concluíram apenas filmando seu papel no filme de Martin Scorsese o lobo de Wall Street, quando ele voltou para a cena. O Walking Dead funcionou com sucesso para manter o segredo de reaparecimento de Shane até que o episódio foi ao ar.

## Caracterização
Pela segunda temporada, Shane torna-se antagonista do show, como seu personagem cresce mais escura, e ele se encontra em maior desacordo com Rick Grimes. Ele se deteriora ao longo do seu funcionamento em série, indo de um líder confiante, que mantém o grupo de sobreviventes sob controle para um homem cada vez mais desesperado, cujas ações se tornam cada vez mais reacionário e moralmente ambíguo, Frank Darabont e os produtores da série não procuraram estabelecer Shane como um vilão, porque eles queriam os caracteres a ser autêntico e complexo em vez de preto e branco.

I think what's so beautiful about Shane is he kind of adopts this new world order. He's realizing that there's actually no laws in this world. And he's kind of becoming this creature of the zombie apocalypse where he can shut down all emotions. But the tragedy of his character is he realizes that's an impossible task. He's probably the most emotional character on the show. So he's tricking himself. It's just such a great role to play.

 — Jon Bernthal
Robert Kirkman and Jon Bernthal have rejected the classification of Shane as a "bad guy" as too simplistic, noting most of his actions stem from good intentions even when they seem dangerous or irrational. They argue that Shane is primarily driven by his desire to protect the other survivors, particularly Lori, Carl and Lori's unborn child. Shane believes he has the most pragmatic view of the post-zombie world, and thus is best qualified to both lead and protect the survivors. Bernthal sente que o personagem torna-se cada vez mais antagônica como ele começa a perder o controle do grupo e, em sua mente, perder a sua capacidade para protegê-los. Shane torna-se combativo com Rick frustração após deixar de ser o líder do grupo de facto. Mas Bernthal também deriva de crença genuína de Shane que Rick é muito virtuoso e não pragmática o bastante para liderar o grupo e, portanto, é um empecilho para sua segurança. Esta diferença de filosofia entre os dois personagens é ilustrada no episódio "18 Miles Out", Quando Shane diz Rick, "você apenas não pode ser o mocinho e esperar viver. Não mais."
Bernthal argumentou que Shane melhor reconheceu a realidade do mundo após o surto de zumbis e foi capaz de se adaptar a ele de uma forma mais grave e sem dúvida melhor do que outros personagens como Rick. Shane derramou os conceitos de culpa, vergonha e correção moral em favor do conceito de sobrevivência para si e para aqueles que ele se preocupa com a qualquer custo. dessa perspectiva, Bernthal alegado assassinato de Shane de Otis poderia ser interpretado como o curso correto de ação neste mundo, porque, por abrandar a Shane, Otis foi afetando negativamente capacidade de Shane para proteger os outros sobreviventes. No entanto, Bernthal também acredita que Shane reconhece em algum nível que desligar todas as emoções é uma tarefa impossível, mesmo em um mundo de zumbis infectados, que faz com que o personagem muito mais complexo e com várias camadas. Bernthal chamado Shane "provavelmente o personagem mais emocional no show".
Enquanto Kirkman, da mesma forma, chamado Shane "um dos personagens mais matizados sobre o show", que ele diferia da interpretação do Bernthal do personagem em que ele acredita que Rick adaptou-se melhor para o novo mundo do que Shane. Kirkman acredita que grande parte das ações de Shane haste do medo e que ele não está tão preparado para o mundo post-zombie, como ele alega. Em contraste, Kirkman sente Rick é mais centrado e mais bem preparado, como ilustrado pela sua capacidade de agir fria e isolada em um momento específico, enquanto o amável e simpático em outro. Kirkman chamado ' The Walking Dead ' "realmente é uma história trágica" para Shane e disse que a percepção do personagem, "eu sinto que você deve estar se sentindo pena de Shane mais do que qualquer coisa."

## Referencias
1. ↑  "The Walking Dead" #1 (Outubro de 2003)
2. ↑  "The Walking Dead" #8 (Maio de 2004)
3. ↑  "The Walking Dead" #3 (Dezembro de 2003)
4. ↑  "The Walking Dead" #7 (Abril de 2004)
5. ↑  "The walking Dead" #15 (Janeiro de 2005)
6. ↑  "TS-19"
7. ↑  "Days Gone Bye"
8. ↑  "Wildfire"
9. ↑  "Bloodletting"
10. 1 2 3  Villarreal, Yvonne (February 12, 2012). "Taking on the zombies without looking ahead". Los Angeles Times. Archived from the original on October 18, 2012. Retrieved October 18, 2012.
11. ↑  Wigler, Jjosh (October 24, 2011). "'Walking Dead' Star Jon Bernthal Explains Shane's 'Trek'". MTV News. Archived from the original on October 18, 2012. Retrieved October 18, 2012.
12. 1 2 3 4 5 6  Ross, Dalton (March 11, 2012). "Jon Bernthal (a.k.a. Shane) talks about the latest 'Walking Dead' shocker -- EXCLUSIVE". Entertainment Weekly. Archived from the original on October 18, 2012. Retrieved October 18, 2012.
13. 1 2 3  Thomas, John Rhett (April 9, 2012). "INTERVIEW Jon Bernthal talks Shane Walsh, The Walking Dead, and L.A. Noir". Starcasm. Archived from the original on October 18, 2012. Retrieved October 18, 2012.
14. 1 2  Collis, Clark (March 11, 2012). "'Walking Dead' exec producer Robert Kirkman talks about tonight's episode and THAT [SPOILER!]: 'I am a madman!'". Entertainment Weekly. Archived from the original on October 18, 2012. Retrieved October 18, 2012.
15. ↑  Villarreal, Yvonne (February 12, 2012). "Taking on the zombies without looking ahead". The Los Angeles Times. Archived from the original on October 18, 2012. Retrieved October 18, 2012.
16. ↑  Ross, Dalton (December 2, 2012). "'The Walking Dead': Andrew Lincoln talks all about the midseason finale's surprise cameo". Entertainment Weekly. Archived from the original on December 16, 2012. Retrieved December 16, 2012.
17. ↑  Ross, Dalton (December 2, 2012). "'The Walking Dead': Showrunner Glen Mazzara breaks down the shocking midseason finale and tells you what to expect next". Entertainment Weekly. Archived from the original on December 16, 2012. Retrieved December 16, 2012.
18. 1 2 3 4 5 6 7  Thomas, John Rhett (9 de abril de 2012). «INTERVIEW Jon Bernthal talks Shane Walsh, The Walking Dead, and L.A. Noir». Starcasm. Consultado em 18 de outubro de 2012. Arquivado do original em 23 de outubro de 2012
19. 1 2 3 4  Villarreal, Yvonne (12 de fevereiro de 2012). «Taking on the zombies without looking ahead». The Los Angeles Times. Consultado em 18 de outubro de 2012. Arquivado do original em 7 de outubro de 2012
20. 1 2 3 4 5  Goldberg, Lesley (19 de fevereiro de 2012). «'The Walking Dead' Dissection: Robert Kirkman Says Shane Isn't a 'Dastardly Villain'». The Hollywood Reporter. Consultado em 18 de outubro de 2012. Cópia arquivada em 18 de outubro de 2012
21. ↑  Barney, Chuck (14 de outubro de 2011). «'Walking Dead' is alive and well - Nova temporada traz carne fresca para mesa». San Jose Mercury News. p. 1D
22. 1 2  Goldman, Eric (26 de fevereiro de 2012). «The Walking Dead: '18 Miles Out' Review». IGN. Consultado em 18 de outubro de 2012. Cópia arquivada em 19 de outubro de 2012
23. 1 2  Wigler, Josh (24 de outubro de 2011). «'Walking Dead' Star Jon Bernthal Explains Shane's 'Trek'». MTV News. Consultado em 18 de outubro de 2012. Arquivado do original em 26 de julho de 2012